# Middle Class
The Middle Class là một ban nhạc punk rock/hardcore punk người Mỹ thành lập năm 1977 tại Santa Ana, California. Ban nhạc gồm Jeff Atta (hát), Mike Atta (lead guitar), Mike Patton (bass), và Bruce Atta (trống). Họ đạt được một số thành công nhất định trong giới hardcore punk của Miền Nam California. Những buổi diễn đầu tiên của họ diễn ra ở nhiều club và ballroom tại Los Angeles năm 1978.
Tay bass Michael John "Mike" Atta mất ở tuổi 53 vì ung thư thận và phổi vào năm 20 tháng 14, 2014.

## Đĩa nhạc
Albu phòng thu
- Homeland (1982)

EP
- Out of Vogue (1979)
- Scavenged Luxury (1980)

Album tổng hợp
- A Blueprint for Joy: 1978-1980 (1995)
- Out of Vogue: The Early Material (2008)